# Geelong Grammar School
 (décembre 2024).
L'article doit être relu — et modifié si nécessaire — par des contributeurs indépendants pour apporter un regard critique aux contributions effectuées en violation des conditions d'utilisation de Wikipédia, tant sur la forme (notamment concernant le style encyclopédique, la proportionnalité) que sur le fond (la neutralité de point de vue, la qualité et l'indépendance des sources).
 (décembre 2024).

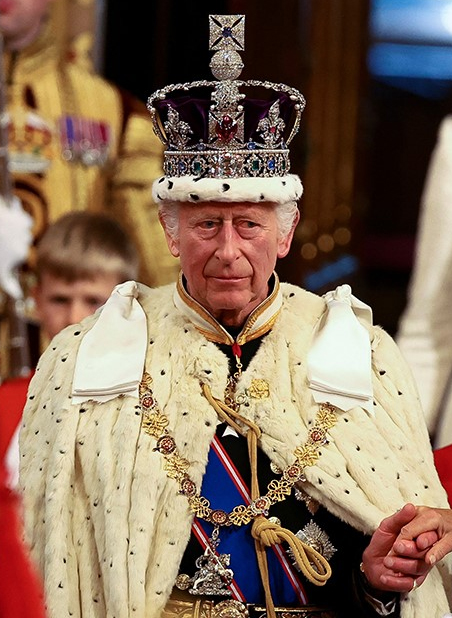
Le roi Charles III a fréquenté le campus « Timbertop » de Geelong Grammar School pendant un semestre en 1966.

Geelong Grammar School est un internat et une école de jour mixte anglican privé . Le campus principal du lycée est situé à Corio, dans la banlieue nord de Geelong, Victoria, Australie, surplombant la baie de Corio et la baie de Limeburners . L'école est célèbre tant au niveau national qu'international grâce à ses anciens élèves, notamment des membres de la royauté britannique et malaisienne, des politiciens et des hommes d'affaires.
Fondée en 1855 sous les auspices de l' Église d'Angleterre, la Geelong Grammar School a une politique d'inscription non sélective et accueille actuellement environ 1 500 élèves de crèche à la terminale, dont 800 pensionnaires de la 5e (CM2) à la 12e année (terminale).
En 2009, The Australian a déclaré que Geelong Grammar était « l'école la plus chère du pays », facturant des frais de scolarité de près de 29 000 $ pour un élève de 12e année. Cela reste vrai en 2024, avec des frais annuels s'élevant à un peu moins de 50 000 $ pour les étudiants externes et 85 000 $ pour les étudiants internes.
En 2017, une commission royale d'enquête sur les réponses institutionnelles aux abus sexuels sur mineurs a constaté que la Geelong Grammar School n'avait pas réagi aux signalements d'abus sexuels généralisés sur mineurs. Cinq anciens membres du personnel de la Geelong Grammar School ont été reconnus coupables de nombreux délits sexuels sur mineurs commis alors qu'ils enseignaient à la Geelong Grammar. La Commission royale a conclu que les directeurs et l'administration successifs n'avaient pas signalé les allégations et n'avaient pas protégé les élèves.

## Histoire
L'école a été fondée en 1855 en tant qu'école diocésaine privée avec la bénédiction de l'évêque Perry par le vénérable Theodore Stretch, archidiacre de Geelong, avec une inscription initiale de quatorze garçons. L'école s'est rapidement développée et en 1857, l'évêque Perry lui a attribué une subvention gouvernementale de 5 000 £ pour les écoles religieuses. La première pierre a été posée pour ses propres bâtiments et elle a été transformée en école publique . L'école a fermé en raison de difficultés financières en 1860, pour rouvrir en 1863 avec John Bracebridge Wilson, qui avait été maître sous George Vance, comme directeur.
Pendant de nombreuses années, Bracebridge Wilson a géré l'école à ses propres frais et, au fil du temps, les pensionnaires sont devenus la majeure partie du corps étudiant. En 1875, James Lister Cuthbertson rejoint l'équipe en tant que maître de lettres classiques. Il avait une grande influence sur les garçons de l'école et était très admiré et aimé par eux malgré son alcoolisme . À la mort de Bracebridge Wilson en 1895, Cuthbertson devint directeur par intérim jusqu'à la nomination de Leonard Harford Lindon au début de l'année suivante.
Lindon a dirigé l'école pendant 15 ans, mais n'a jamais été pleinement accepté par les anciens élèves car il manquait de chaleur personnelle avec les garçons qui avaient été vus avec Bracebridge Wilson et Cuthbertson. Au tournant du siècle, l'école devenait trop grande pour ses bâtiments du centre de Geelong et il fut donc décidé de déménager. Le conseil d'école a décidé d'ouvrir le poste de directeur à de nouveaux candidats. Lindon a présenté une nouvelle demande mais a été rejeté et Francis Ernest Brown a été choisi comme nouveau directeur.
En 1909, l'école a acheté une quantité substantielle de terrain dans la banlieue rurale de Geelong, Belmont, délimitée par les rues Thomson, Regent et Scott, et Rue Roslyn. Le 21 octobre 1910, le président de l'école, W. T. Manifold, a donné le premier coup de pioche sur le site de ce qui devait être une nouvelle ère pour l'école. Ces plans avaient disparu en août 1911, lorsque des terres rurales adjacentes furent mises en vente sous le nom de "Belmont Hill Estate". Le conseil scolaire a estimé que le lotissement suburbain adjacent irait à l'encontre de leurs projets d'internat, et non d'un internat destiné aux externes. La décision fut rapidement prise d'acheter un terrain de l'autre côté de Geelong à Corio, et le terrain de Belmont fut vendu pour un nouveau lotissement résidentiel.
À la fin de 1913, l'école quitta ses anciens bâtiments près du centre de Geelong et ouvrit ses portes sur son nouveau site expansif à Corio en février 1914. Brown accordait une plus grande importance à la religion que ses prédécesseurs, et le nouvel emplacement isolé avec sa propre chapelle était idéal pour cela.
À la retraite de Brown en 1929, le conseil scolaire s'est mis en quête d'un prêtre marié de 40 ans comme prochain directeur, mais ils ont fini par choisir James Ralph Darling, un laïc célibataire de 30 ans. Ce choix s'est avéré être un choix très réussi et a inauguré une ère de créativité et d'expansion massive, après l'achat en 1933 de Maison Bostock, de la Geelong Church of England Grammar Preparatory School à Newtown et de la Glamorgan Preparatory School à Toorak en 1946. L'initiative la plus audacieuse de Darling fut la création du campus de Timbertop, dans les contreforts des Alpes victoriennes près de Mansfield, en 1953. Il a attiré de nombreuses personnes reconnues dans leur domaine pour travailler comme maîtres à l'école, notamment l'historien Manning Clark, le musicien Sir William McKie et l'artiste Ludwig Hirschfeld Mack .
Thomas Ronald Garnett succède à Darling en 1961. Il a conduit l'école sur une voie libérale, notamment en faisant des premiers pas vers la mixité, avec des filles de la Geelong Church of England Girls' Grammar School « The Hermitage » suivant certains cours à Corio au début des années 1970, mais aussi en rendant la chapelle non obligatoire ; une politique inversée plus tard. Au début de l'année 1972, la mixité a été officiellement introduite lorsque les filles ont été acceptées dans les deux années supérieures.
Garnett a été remplacé par Charles Douglas Fisher, qui a poursuivi le mouvement vers la mixité. Lors d'une réunion du personnel où les votes pour et contre la mixité étaient égaux, il a émis la voix décisive qui a conduit l'école à accepter des filles à tous les niveaux. En 1976, après un an de négociations, le GCEGS, le GCEGGFS, « The Hermitage » et la Clyde School ont fusionné. Fisher est mort des suites d'un accident de voiture sur la route vers Timbertop pour un service de fin d'année en 1978.

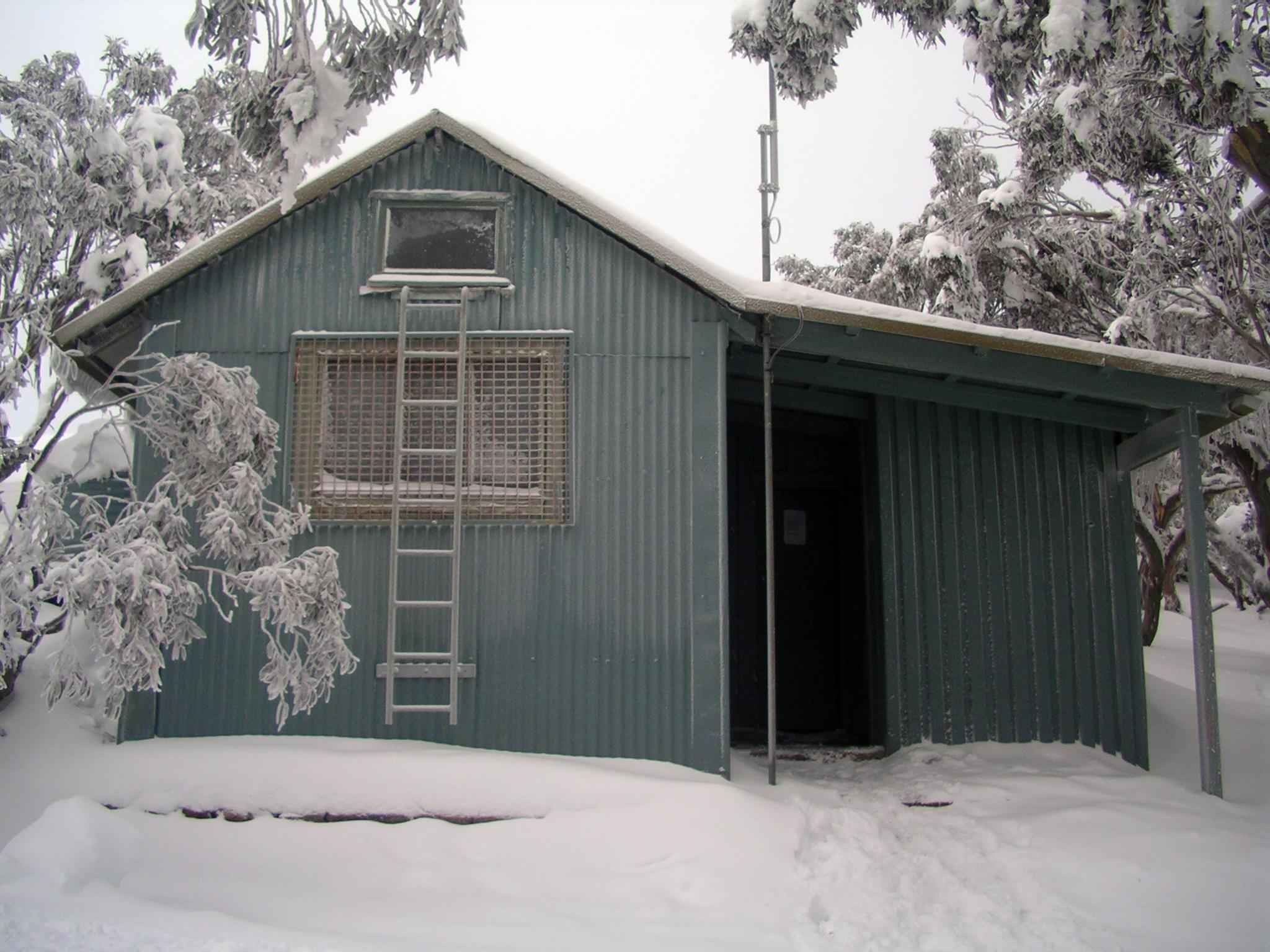
Cabane de lycée «Geelong Grammar» à Mount Stirling

Un interrègne de deux ans fut suivi par la nomination, en 1980, de John Elliot Lewis (qui devint plus tard directeur du Collège d'Eton de 1994 à 2002). Sous la direction de Lewis, l'école s'est attachée à rénover les internats et les maisons de jour pour les mettre aux normes modernes plus acceptables, et l'accent a été mis sur l'amélioration des résultats scolaires en plus de l'éducation généralement complète offerte. Cela a été rendu possible en partie grâce à l'introduction d'une flexibilité des horaires pour permettre aux élèves de lycée en fin d'année d'entreprendre des études en vue du Certificat d'éducation de Victoria (CEV) avant leur cohorte. L'école est désormais l'un des 43 lycées d'Australie à proposer le programme du diplôme du baccalauréat international comme alternative au CEV. Les dernières années du mandat de Lewis à la tête de l'école ont été marquées par un effort (qui a été largement couronné de succès) visant à rendre l'école moins hiérarchique.
Depuis Lewis, il y a eu deux nominations à la tête de l'école, celle de Lister Hannah et celle de Nicholas Sampson, et, en 2004, celle de Stephen Meek.
En 2018, après 13 ans et demi en tant que directeur, Stephen Meek a pris sa retraite de l'école et a été remplacé par Rebecca Cody. Elle est devenue la 12e directrice de la Geelong Grammar School ; la première directrice d'origine australienne et la première femme directrice de l'histoire de l'école.

## Campus
| Les Maisons du Geelong Grammar School | Les Maisons du Geelong Grammar School | Les Maisons du Geelong Grammar School | Les Maisons du Geelong Grammar School | Les Maisons du Geelong Grammar School | Les Maisons du Geelong Grammar School |
| ------------------------------------- | ------------------------------------- | ------------------------------------- | ------------------------------------- | ------------------------------------- | ------------------------------------- |
| Nom de la maison                      | Campus                                | Genre                                 | Type                                  | Année de fondation                    | Couleur                               |
| Austin                                | Maison Bostock                        | Mixte                                 | Jour                                  | 1998                                  |                                       |
| Morres                                | Maison Bostock                        | Mixte                                 | Jour                                  | 1998                                  |                                       |
| School                                | Maison Bostock                        | Mixte                                 | Jour                                  | 1998                                  |                                       |
| Volum                                 | Maison Bostock                        | Mixte                                 | Jour                                  | 1998                                  |                                       |
| Otway                                 | Collège (Middle School)               | Mixte                                 | Jour                                  | 1962                                  |                                       |
| Highton                               | Collège (Middle School)               | Mixte                                 | Jour                                  | 1998                                  |                                       |
| Parrwang (Barwon)                     | Collège (Middle School)               | Garçons                               | Internat                              | 1934                                  |                                       |
| Kunuwarra (Connewarre)                | Collège (Middle School)               | Filles                                | Internat                              | 1934                                  |                                       |
| Allen                                 | Lycée (Senior School)                 | Mixte                                 | Jour                                  | 1931                                  |                                       |
| Fraser                                | Lycée (Senior School)                 | Mixte                                 | Jour                                  | 1963                                  |                                       |
| Clyde                                 | Lycée (Senior School)                 | Filles                                | Internat                              | 1976                                  |                                       |
| Elisabeth Murdoch                     | Lycée (Senior School)                 | Filles                                | Internat                              | 2009                                  |                                       |
| Garnett                               | Lycée (Senior School)                 | Filles                                | Internat                              | 1982                                  |                                       |
| The Hermitage                         | Lycée (Senior School)                 | Filles                                | Internat                              | 1976                                  |                                       |
| Cuthbertson                           | Lycée (Senior School)                 | Garçons                               | Internat                              | 1914                                  |                                       |
| Francis Brown                         | Lycée (Senior School)                 | Garçons                               | Internat                              | 1937                                  |                                       |
| Manifold                              | Lycée (Senior School)                 | Garçons                               | Internat                              | 1914                                  |                                       |
| Perry                                 | Lycée (Senior School)                 | Garçons                               | Internat                              | 1914                                  |                                       |

La Geelong Grammar School compte quatre campus :
- Corio Années 5 à 8 (collège) et 10 à 12 (lycée), internat et externat.
- Bostock House, de la maternelle à la 4e année, jour.
- Campus de Toorak (anciennement connu sous le nom de Glamorgan) de la maternelle à la 6e année, jour.
- Campus Timbertop (1953-) Année 9, Internat à temps plein

L'école avait prévu dans les années 1990 d'ouvrir un campus dans le nord de la Thaïlande, mais le projet a été annulé à la suite de la crise financière asiatique de 1997, le gouvernement thaïlandais ayant suspendu de nombreux projets majeurs.

## Directeurs d'école et directeurs d'école
| Période      | Les directeurs             | Pays d'origine   |
| ------------ | -------------------------- | ---------------- |
| 1855–1862    | George Oakley Vance        | Royaume-Uni      |
| 1863–1895    | John Bracebridge Wilson    | Royaume-Uni      |
| 1896–1911    | Léonard Harford Lindon     | Royaume-Uni      |
| 1912–1929    | Francis Ernest Brown       | Royaume-Uni      |
| 1930–1961    | Sir James Ralph Darling    | Royaume-Uni      |
| 1961–1973    | Thomas Ronald Garnett      | Royaume-Uni      |
| 1974–1980    | Charles Douglas Fisher     | Royaume-Uni      |
| 1980–1995    | John Elliot Lewis          | Nouvelle-Zélande |
| 1995–2000    | Lister Wellesley Hannah    | Canada           |
| 2000–2005    | Nicolas Alexandre Sampson  | Royaume-Uni      |
| 2006–2018    | Stephen Andrew Donald Meek | Royaume-Uni      |
| 2018–présent | Rebecca Anne Cody          | Australie        |

## Programme d'études
Geelong Grammar offre à ses étudiants seniors el choix entre baccalauréat international (IB) ou lecertificat d'éducation victorien (VCE).
Les langues proposées à l'école comprennent le français, l'allemand, l'espagnol, le japonais et le mandarin.

## Activités parascolaires

### Sport
Geelong Grammar est membre des écoles publiques associées de Victoria (APS).
L'école dispose d'un hangar d'aviron externe situé sur les rives de la rivière Barwon dans la banlieue de South Geelong (Geelong Sud)

#### Championnats APS et AGSV/APS
Geelong Grammar a remporté les championnats APS et AGSV/APS* suivants.
Garçons :
- Athlétisme (6) – 1926, 1928, 1936, 1946, 1951, 1954
- Badminton (4) – 1999, 2000, 2001, 2004
- Cricket (8) – 1903, 1906, 1915, 1916, 1961, 1962, 1990, 2014
- Cross (1) - 1986
- Football – 1902
- Aviron (30) – 1885, 1886, 1887, 1888, 1889, 1890, 1893, 1894, 1895, 1898, 1914, 1917, 1920, 1922, 1924, 1934, 1935, 1943, 1950, 1953, 1954, 1971, 1974, 1975, 1986, 1987, 1988, 1989, 1991, 1994

Filles :
- Athlétisme (8) – 1985, 1986, 1987, 1988, 1990, 1991, 1992, 1993
- Badminton (3) – 2002, 2003, 2005
- Cross (4) – 1991, 1992, 1995, 1996
- Hockey (2) – 1993, 1994
- Netball (2) – 2012, 2018
- Aviron (23) – 1985, 1986, 1988, 1990, 1991, 1993, 1994, 1995, 1996, 1997, 1998, 2000, 2001, 2007, 2008, 2009, 2010, 2014, 2015, 2016, 2017, 2018, 2019
- Natation (3) – 1986, 1987, 1988

## Journal scolaire
Le Corian est le journal de la Geelong Grammar School. Publié sous les titres The Geelong Grammar School Annual (1875-1876), The Geelong Grammar School Quarterly (1877-1913) et The Corian (1914-présent). Publié trimestriellement à partir de 1877, il est redevenu annuel en 1992.

## Anciens élèves notables
Les anciens élèves de Geelong Grammar et les anciennes élèves de l'école Hermitage and Clyde sont connus sous le nom de Old Geelong Grammarians (OGG) et peuvent choisir de rejoindre l' association des anciens élèves de l'école, l'Old Geelong Grammarians Association. Parmi ses anciens professeurs figure l'artiste germano-australien Ludwig Hirschfeld Mack .
En 2001, le Sun-Herald a classé la Geelong Grammar School au quatrième rang dix des meilleures écoles de garçons d'Australie, en se basant sur le nombre de ses anciens élèves masculins mentionnés dans le Who's Who in Australia (une liste d'Australiens notables). Parmi les anciens élèves notables de l'école figurent Charles III, roi d'Australie ; le magnat des médias Rupert Murdoch ; l'actrice Portia de Rossi ; John Gorton, Premier ministre d'Australie de 1968 à 1971 ; Mizan Zainal Abidin de Terengganu, roi de Malaisie de 2006 à 2011 ; Tim Macartney-Snape, alpiniste et auteur ; l'homme d'affaires milliardaire Kerry Packer ; l'auteure-compositrice-interprète Missy Higgins ; l'entrepreneur et fondateur de Climate 200 Simon Holmes à Court . Jock Landale ; Centre NBA pour les Houston Rockets.

## Abus sexuel
D'anciens élèves de Geelong Grammar ont déclaré lors d'une enquête que leurs plaintes pour abus avaient été ignorées pendant des décennies. La Commission royale sur les réponses institutionnelles aux abus sexuels sur enfants a entendu des témoignages sur cinq décennies de plaintes déposées à l’école.
En 2015, le directeur de l’école, Stephen Meek, a écrit à la communauté scolaire pour encourager les victimes d’abus à se manifester (lettre de Stephen Meek, datée du 25 mai 2015, adressée à « Cher membre de la communauté »). Toutefois, lors de l'audience de la Commission royale, le premier témoin a été interrogé par l'avocat de l'école sur des points mineurs. Au cours de cet échange, le Geelong Advertiser a rapporté que l'avocat de l'école avait été averti par la Commission royale pour avoir fait référence à l'ancien élève par son vrai nom au cours de la procédure, malgré la demande d'anonymat de la victime d'abus. À aucun moment, l'avocat de l'école n'a contesté les allégations d'abus,.
Un ancien étudiant a déclaré qu'un aumônier lui avait touché les parties génitales, puis qu'il avait été menacé d'expulsion lorsqu'il avait signalé les abus. Surnommé « BKO » par la commission, le témoin a décrit le campus de Timbertop, où le roi Charles III a passé deux trimestres en 1966, comme « semblable à Sa Majesté des mouches ». BKO a déclaré que l'école se préoccupait uniquement d'éviter le scandale, plutôt que de mettre fin aux abus.
Les médias locaux rapportent qu'un autre ancien étudiant, décrit comme « BKM », a déclaré à la commission que Geelong Grammar devrait rembourser les frais de scolarité des victimes d'abus. « Ils ont fait payer à mon père une somme d'argent exceptionnelle », a-t-il déclaré. « J'ai été victime d'abus sexuels et, à plusieurs reprises et sans que cela me gêne, j'ai été réexposée à la situation qui a permis ces abus. »
Dans une déclaration publiée en août 2015, Stephen Meek a déclaré que l'école « condamne absolument toute forme d'abus... qui s'est produite à l'école dans le passé... Je regrette profondément que tous nos élèves n'aient pas reçu les soins et le soutien auxquels ils avaient droit ». Il avait toutefois déclaré lors des réunions du conseil scolaire en 2007 que les litiges concernant certaines des 41 victimes de Philippe Trutmann avaient été réglés pour environ 350 000 $. Son rapport indiquait : « Dans l'ensemble, cela a été un résultat financier très satisfaisant pour l'école ».

### Liste des auteurs
- Jonathan Harvey[18]
- Philippe Trutmann[19]
- John Hamilton Buckley[20]
- John Davison
- Graham Leslie Dennis[21]
- Stefan Van Vurren[21]
- Norman Smith[21]
- Max Guzelian[21]
- Andrew MacCulloch[21]
- David Brian Mackey[22]

## Associations
La Geelong Grammar School est membre de la Conférence des directeurs et des directrices d'écoles, de la Junior School Heads Association of Australia (JSHAA), de l'Australian Boarding Schools' Association (ABSA), de l'Association of Heads of Independent Schools of Australia (AHISA), de l'Association of Independent Schools of Victoria (AISV), et est membre fondateur des Associated Public Schools of Victoria (APSV). L'école est également membre du G20 Schools Group. L'école propose le baccalauréat international (IB) depuis février 1997.